# Triacastela
Triacastela is een gemeente in de Spaanse provincie Lugo in de regio Galicië met een oppervlakte van 51,2 km². Triacastela telt 680 inwoners (1 januari 2016)